# Gérard Le Bouëdec
 (août 2025).
Motif : Aucune source centrée dans un média d'envergure nationale
- Archive Wikiwix
- Bing
- Cairn
- DuckDuckGo
- E. Universalis
- Gallica
- Google
- G. Books
- G. News
- G. Scholar
- Persée
- Qwant
- (zh) Baidu
- (ru) Yandex
- (wd) trouver des œuvres sur Wikidata

| 1. | Préciser le motif de la pose du bandeau. | Précisez le motif de la pose du bandeau en utilisant la syntaxe suivante : {{admissibilité à vérifier\|date=août 2025\|motif=remplacez ce texte par le motif}}                         |
| 2. | Informer les utilisateurs concernés.     | Pensez à avertir le créateur de l'article, par exemple, en insérant le code ci-dessous sur sa page de discussion : {{subst:avertissement admissibilité à vérifier\|Gérard Le Bouëdec}} |

Pour les articles homonymes, voir Le Bouëdec.
Gérard Le Bouëdec, né le 2 août 1949 est un universitaire et historien français, professeur émérite d'histoire maritime et spécialiste de l'histoire des ports et des arsenaux français aux XVIIIe et XIXe siècles. Il a enseigné à l'université de Bretagne-Sud où il a créé le laboratoire SOLITO (histoire et sciences sociales du littoral et de la mer), une équipe de recherche en histoire maritime, devenu depuis une composante du CEHRIO (Centre de Recherches Historiques de l'Ouest, une unité mixte de recherche du CNRS).

## Publications
Liste non exhaustive
- La presqu'île de Quiberon, Le pays des deux mers, 2020, Coop Breizh
- Lorient, ville portuaire, Une nouvelle histoire, des origines à nos jours, avec Christophe Cérino, 2017, Presses universitaires de Rennes
- Bordeaux et la Bretagne au XVIIIe siècle, les routes du vin, avec Kimizuka Hiroyasu,  2015, Presses universitaires de Rennes
- Lorient-Kéroman, du port de pêche à la cité du poisson avec Dominique Le Brigand, 2015, Marine Eds
- Asie, la mer, le monde, au temps des compagnies des Indes, 2014, Presses universitaires de Rennes
- Lorient et le Morbihan, Une histoire de ressentiments et de rivalités (1666-1914), 2014, Presses universitaires de Rennes
- Les compagnies des Indes, XVIIe-XVIIIe siècle, avec Philippe Haudrère, 2011, éditions Ouest-France
- La fonction consulaire à l'époque moderne, avec Jörg Ulbert, 2006, Presses universitaires de Rennes
- Ports du Ponant, l'Atlantique de Brest à Bayonne, avec Jean-René Couliou, 2004, Palentines Eds
- Pouvoirs et littoraux du XVe au XXe siècle, 2000, Presses Universitaires de Rennes
- Les Bretons sur les mers, 1999, éditions Ouest-France
- Activités maritimes et sociétés littorales de l'Europe atlantique (1690-1790), 1997, Armand-Colin
- Le Morbihan : de la préhistoire à nos jours, 1994, éditions Bordessoules